# NGC 5353
NGC 5353 је лентикуларна галаксија у сазвежђу Ловачки пси која се налази на NGC листи објеката дубоког неба.
Деклинација објекта је + 40° 16' 59" а ректасцензија 13h 53m 26,7s. Привидна величина (магнитуда) објекта NGC 5353 износи 11,1 а фотографска магнитуда 12,1. Налази се на удаљености од 37,8000 милиона парсека од Сунца. NGC 5353 је још познат и под ознакама UGC 8813, MCG 7-29-10, CGCG 219-18, HCG 68A, PGC 49356.